# Hymenaster violaceus
Hymenaster violaceus is een zeester uit de familie van de Pterasteridae.
De wetenschappelijke naam van de soort werd in 1905 gepubliceerd door Hubert Ludwig.